# Trust No One (álbum de Hopes Die Last)
Trust No One é o segundo álbum de estúdio da banda de post-hardcore italiana Hopes Die Last. Foi lançado em 13 de fevereiro de 2012, pela gravadora Standby Records. Quatro singles foram lançados para as músicas "Unleash Hell" e "Never Trust The Hazel Eyed" em janeiro de 2012. O álbum também contém uma versão cover da música "Firework", da Katy Perry.
Três vídeos musicais também foram criados para o álbum: o primeiro foi para "Hell Unleash", lançado em 13 de novembro de 2011, a segunda de "Never Trust A olhos Hazel" em 11 de dezembro de 2011, e o terceiro para "Keep Your Hands Off "em 15 de fevereiro de 2012, com o produtor de dubstep Nekso.

## Faixas
| N.º            | Título                             | Duração |  |
| 1.             | "Never Trust The Hazel Eyed"       | 4:05    |  |
| 2.             | "Sidney Shown"                     | 3:02    |  |
| 3.             | "Unleash Hell"                     | 3:52    |  |
| 4.             | "Life After Me Life After You"     | 3:43    |  |
| 5.             | "The Blue"                         | 1:30    |  |
| 6.             | "Bill's Only Got A Pair Of Queens" | 3:49    |  |
| 7.             | "This Song Plays Suicide"          | 3:56    |  |
| 8.             | "Stuck Inside My Head"             | 3:56    |  |
| 9.             | "Air Raid Siren"                   | 4:03    |  |
| 10.            | "Firework" (Cover de Katy Perry)   | 4:00    |  |
| 11.            | "The Same Old Fears"               | 4:16    |  |
| 12.            | "Icarus (Halfway Across The Sky)"  | 3:22    |  |
| 13.            | "Keep Your Hands Off"              | 4:20    |  |
| Duração total: | Duração total:                     | 43:10   |  |

## Erro da Track list
Após o lançamento do álbum, as músicas "The Same Old Fears" e "Icarus (Halfway Across The Sky)" foram trocados na lista de faixas. A lista de faixas original foi impressa no livro lírico que acompanha o álbum.

## Créditos[2]
Hopes Die Last
- Daniele Tofani - vocal
- Marco Mantovani - guitarra principal, vocal de apoio, teclados programação
- Luigi Magliocca - guitarra base
- Marco "Becko" Calanca - baixo, vocais limpos, teclados, programação
- Ivan Panella - bateria, percussão

Músicos adicionais
- Roberto Jimmy Piccardo - piano
- Nekso - turntables, amostras (em "Keep Your Hands Off")
- Katy Hudson, Mikkel S. Eriksen, Tor Erik Hermansen, Sandy Wilhelm e Ester Dean - compositores (em "Firework")

Produção
- Daniele Brian Autore - produção
- Hopes Die Last - produção
- Marco Mantovani - engenheiro, mixador, masterizador (em "Sickboy Studio")
- Marco Calanca - engenheiro
- Graham Iain Clews - administração
- Paola Panicola - garota da capa